# Slag bij Lannoy
De Slag bij Lannoy vond plaats op 29 december 1566 tussen calvinistische rebellen en regeringstroepen van de Habsburgse Nederlanden. Het was een van de eerste gevechten tijdens de Tachtigjarige Oorlog.

## Aanloop
Twee dagen nadat een geuzenleger van Jan Denys was verslagen bij Wattrelos door Maximiliaan Vilain, viel Filips van Noircarmes, de stadhouder van Henegouwen, de grotere groep calvinisten bij Lannoy aan. Zij waren voornamelijk geronseld in de dorpen rond Rijsel en Roubaix. Onder het bevel van de vroegere slotenmaker Pierre Corneille trokken zo'n drieduizend landlieden op naar Doornik. Net als Denys waren ze van plan het door regeringstroepen belegerde Valencijn te ontzetten, waarbinnen zich calvinisten hadden verschanst onder leiding van Guido de Brès en Pérégrin de la Grange.

## Slag
Noircarmes overviel de protestanten en brak hun formatie al bij de eerste aanval, waarna de rest op de vlucht sloeg. Toch zou de strijd meer dan twee uur hebben geduurd. Meer dan de helft sneuvelde of werd de nabije rivier ingejaagd. Volgens La Barre sneuvelden er "700 of 800 hugenoten".[dode link]

## Nasleep
De overwinning bij Lannoy werd in Rome met een processie en een plechtig Te Deum gevierd, en de meerderheid van de Nederlandse adel was er tevreden over: Egmont besloot het calvinisme elders in Vlaanderen en Artesië ook streng aan te pakken, terwijl Oranje de landvoogdes zijn voldoening uitte, hoewel hij benadrukte dat men alleen de wapenen diende op te nemen tegen calvinisten die oproerig waren om de opstandigheid niet te verergeren.
Enkele dagen later heroverde Noircarmes het opstandige Doornik op de calvinisten, en Valencijn moest zich uiteindelijk op 23 maart 1567 overgeven, nadat de geuzen voor de derde maal in het veld werden verslagen bij Oosterweel.